# Ploemel
Ne doit pas être confondu avec Ploërmel.
Ploemel, prononcé [plemɛl] et écrit parfois Plœmel, est une commune française, située dans le département du Morbihan en région Bretagne.

## Géographie

### Localisation
| Locoal-Mendon |         | Brech |
|               | Ploemel |       |
| Erdeven       | Carnac  | Crach |

Ploemel est située en France en Bretagne Sud dans le département du Morbihan, au cœur d'un triangle entre Auray, La Trinité-sur-Mer et Étel. Ploemel est à 137 km de Rennes, 138 km de Nantes et 105 km de Quimper.

### Géographie physique
| - Carte topographique de la commune de Ploemel. |

### Hydrographie
Pour un article plus général, voir Réseau hydrographique du Morbihan.
La commune est située dans le bassin Loire-Bretagne. Elle est drainée par le Gouyanzeur, le Calavret, le Poumen, le ruisseau de Kermelgan, le ruisseau de Pont-er-rui et divers autres petits cours d'eau,.
Le Calavret, d'une longueur de 13 km, prend sa source dans la commune de Locoal-Mendon et se jette  dans le ria d'Étel à Locoal-Mendon. 

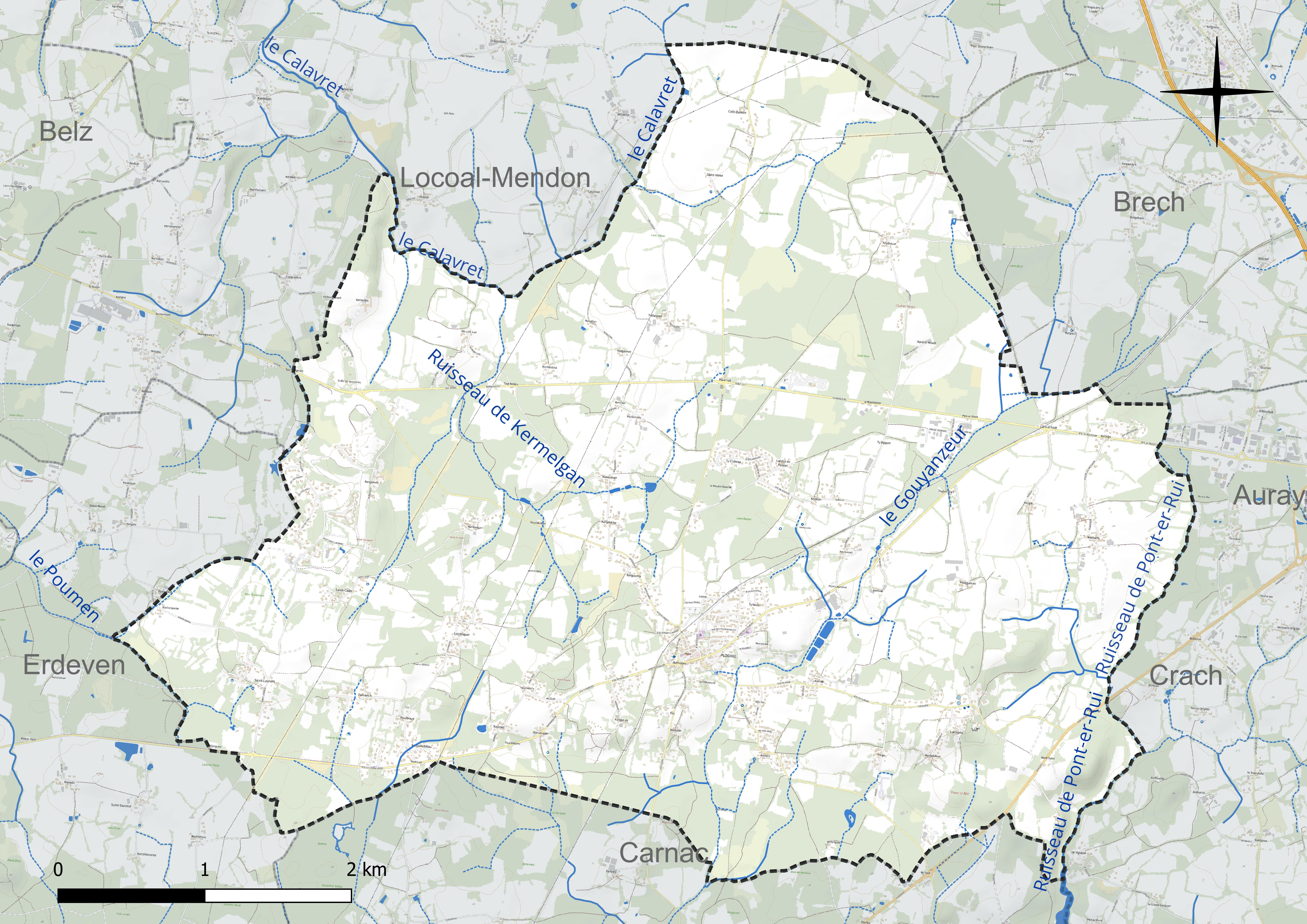
Réseau hydrographique de Ploemel.

### Climat
Pour des articles plus généraux, voir Climat de la Bretagne et Climat du Morbihan.
En 2010, le climat de la commune est de type climat océanique franc, selon une étude du CNRS s'appuyant sur une série de données couvrant la période 1971-2000. En 2020, Météo-France publie une typologie des climats de la France métropolitaine dans laquelle la commune est exposée à un climat océanique et est dans la région climatique  Bretagne orientale et méridionale, Pays nantais, Vendée, caractérisée par une faible pluviométrie en été et une bonne insolation. Parallèlement l'observatoire de l'environnement en Bretagne publie en 2020 un zonage climatique de la région Bretagne, s'appuyant sur des données de Météo-France de 2009. La commune est, selon ce zonage, dans la zone « Littoral doux », exposée à un climat venté avec des étés cléments.  
Pour la période 1971-2000, la température annuelle moyenne est de 12 °C, avec une amplitude thermique annuelle de 11,6 °C. Le cumul annuel moyen de précipitations est de 905 mm, avec 13,3 jours de précipitations en janvier et 7,2 jours en juillet. Pour la période 1991-2020, la température moyenne annuelle observée sur la station météorologique la plus proche, située sur la commune d'Auray à 7 km à vol d'oiseau, est de 12,6 °C et le cumul annuel moyen de précipitations est de 969,3 mm,. Pour l'avenir, les paramètres climatiques de la commune estimés pour 2050 selon différents scénarios d’émission de gaz à effet de serre sont consultables sur un site dédié publié par Météo-France en novembre 2022.

## Urbanisme

### Typologie
Au 1er janvier 2024, Ploemel est catégorisée commune rurale à habitat dispersé, selon la nouvelle grille communale de densité à sept niveaux définie par l'Insee en 2022.
Elle est située hors unité urbaine et hors attraction des villes,.

### Occupation des sols
L'occupation des sols de la commune, telle qu'elle ressort de la base de données européenne d’occupation biophysique des sols Corine Land Cover (CLC), est marquée par l'importance des territoires agricoles (65,7 % en 2018), en augmentation par rapport à 1990 (64,8 %). La répartition détaillée en 2018 est la suivante : 
zones agricoles hétérogènes (27,9 %), forêts (26,8 %), terres arables (21 %), prairies (16,8 %), zones urbanisées (3,7 %), espaces verts artificialisés, non agricoles (2 %), milieux à végétation arbustive et/ou herbacée (1,8 %). L'évolution de l’occupation des sols de la commune et de ses infrastructures peut être observée sur les différentes représentations cartographiques du territoire : la carte de Cassini (XVIIIe siècle), la carte d'état-major (1820-1866) et les cartes ou photos aériennes de l'IGN pour la période actuelle (1950 à aujourd'hui).

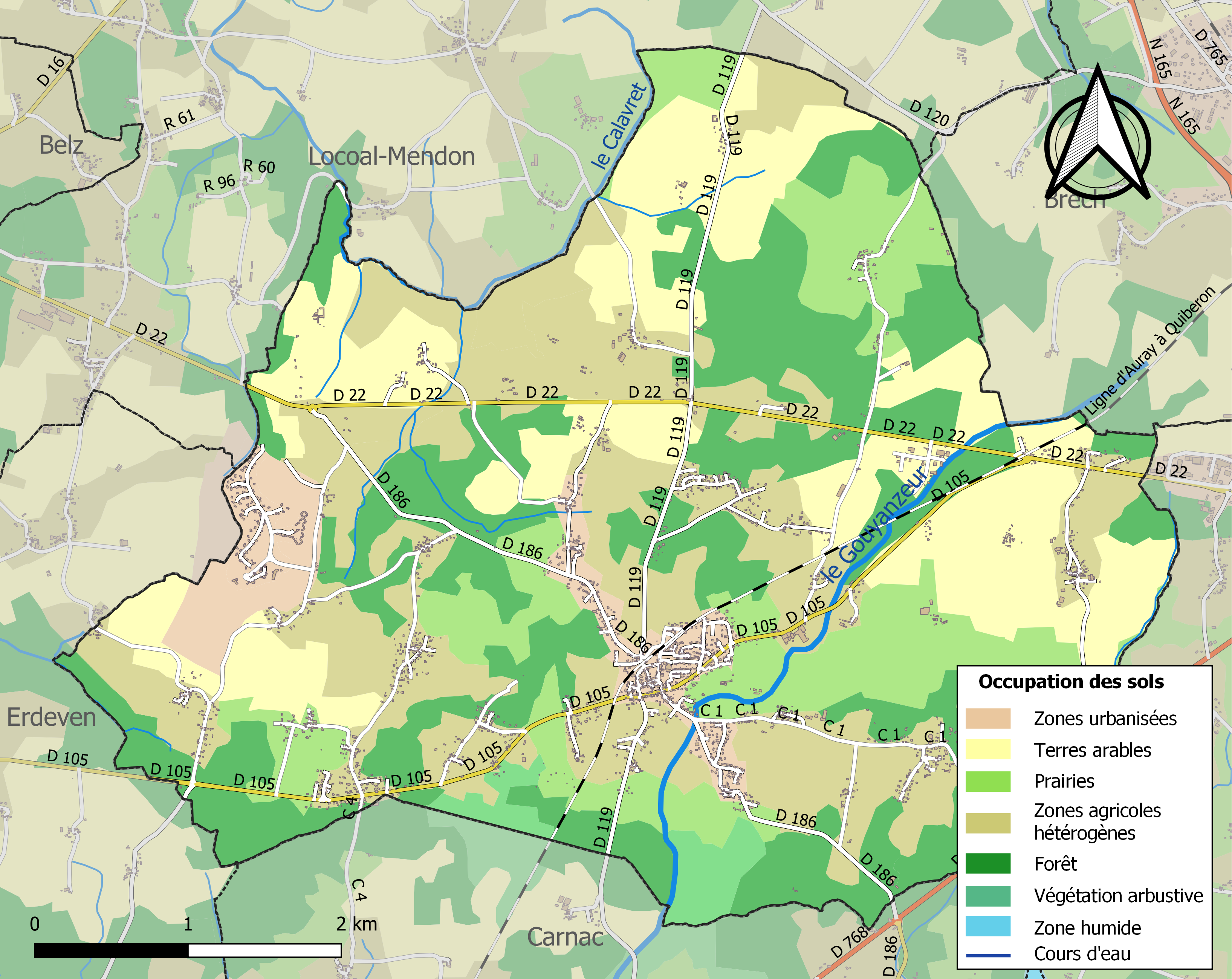
Carte des infrastructures et de l'occupation des sols de la commune en 2018 (CLC).

## Toponymie
Ploemel est parfois graphié Plœmel ou Ploëmel.
La commune est dénommée Pléñùer en breton du dialecte de Vannes ou Pleñver en breton[Lequel ?][réf. nécessaire].
Le nom de la localité est mentionné sous la forme Ploeymer en 1572.
« Ploemel » vient du breton Ploe (paroisse) et de Emel, chef d'émigrés bretons venus s'implanter vers le VIIe siècle[source insuffisante].

## Histoire

### Historique d'ensemble
Comme la plupart des communes du canton, Ploemel est occupé au Néolithique, puis par les Celtes, les Vénètes, les Romains, puis les Bretons au VIIe siècle. La principale seigneurie est celle de Locmaria, anciennement possédée par les Broérec au XIIIe siècle, branche cadette des anciens comtes de Vannes, et par la famille de Trévegat au XVe siècle. Il existe par ailleurs sept autres seigneuries portant des noms d'origine bretonne comme Kerbenès, Kerbrézel, Kergo, Kéristes, Kerverrec..., dix chapelles paroissiales en plus de l'église, deux chapellenies - Notre-Dame-de-Pitié et Saint-Goal - et sept frairies - Saint-André, Locmaria, Saint-Goal, Saint-Méen, Saint-Laurent, Saint-Cado, Saint-Michel. En 1790, Ploemel est érigé en commune et chef-lieu de canton du district d'Auray, avec Erdeven pour unique dépendance. Pendant les tourmentes révolutionnaires, le recteur refuse de prêter serment et s'exile en Espagne. Les royalistes, nombreux à Ploemel, fournissent alors de vigoureux partisans à Georges Cadoudal. En 1801, la commune perd son titre de chef-lieu de canton et est rattachée à celui de Belz.

### Préhistoire
En 1892 Félix Gaillard énumère dans la commune le dolmen de Kercret Ihuel, celui de Kergonvo, les trois dolmens de Kergonvo situés non loin du précédnt cité, les menhirs de Er Roc'h Hir et Toul er Bazen près du village de Saint-Cado, le dolmen de Mané Boga près du village de Kermarquer, le menhir renversé de Palivarch et les ruines du dolmen de Mané er Varquès près de Saint-Laurent.

### Révolution française
L'abbé Lomenech, prêtre réfractaire de Ploemel et confident de Georges Cadoudal, se cachait fréquemment dans le village de Saint-Laurent où il était protégé par les villageois ; il célébrait la messe dans la chapelle et y donnait les sacrements[source insuffisante].

### LeXIXesiècle
Le journal Le Figaro raconte qu'en 1831, le long de la route boisée allant de Ploëmel à Belz, des chouans coupèrent les oreilles d'un cordonnier connu pour ne pas les soutenir, lequel portait des souliers au maire de Belz.
A. Marteville et P. Varin, continuateurs d'Ogée, écrivent en 1843 à propos de Plœmel :

« Une épizootie désolant il y a peu de temps la commune de Plœmel, les habitants firent vœu au saint [ Corneille à qui est dédiée l'église paroissiale de Carnac] de faire procession chaque année, la nuit, autour de son église, eux et leurs bestiaux. L'épizootie ayant cessé, le vœu s'exécute tous les ans à la même époque. C'est une curieuse solennité. »

## Démographie
L'évolution du nombre d'habitants est connue à travers les recensements de la population effectués dans la commune depuis 1793. Pour les communes de moins de 10 000 habitants, une enquête de recensement portant sur toute la population est réalisée tous les cinq ans, les populations de référence des années intermédiaires étant quant à elles estimées par interpolation ou extrapolation. Pour la commune, le premier recensement exhaustif entrant dans le cadre du nouveau dispositif a été réalisé en 2004.

En 2022, la commune comptait 3 109 habitants, en évolution de +9,43 % par rapport à 2016 (Morbihan : +3,82 %, France hors Mayotte : +2,11 %).
| 1793  | 1800  | 1806 | 1821  | 1831  | 1836  | 1841  | 1846  | 1851  |
| ----- | ----- | ---- | ----- | ----- | ----- | ----- | ----- | ----- |
| 1 144 | 1 061 | 978  | 1 145 | 1 210 | 1 130 | 1 164 | 1 261 | 1 311 |

| 1856  | 1861  | 1866  | 1872  | 1876  | 1881  | 1886  | 1891  | 1896  |
| ----- | ----- | ----- | ----- | ----- | ----- | ----- | ----- | ----- |
| 1 331 | 1 262 | 1 255 | 1 242 | 1 275 | 1 359 | 1 362 | 1 462 | 1 503 |

| 1901  | 1906  | 1911  | 1921  | 1926  | 1931  | 1936  | 1946  | 1954  |
| ----- | ----- | ----- | ----- | ----- | ----- | ----- | ----- | ----- |
| 1 456 | 1 433 | 1 538 | 1 504 | 1 532 | 1 506 | 1 508 | 1 503 | 1 605 |

| 1962  | 1968  | 1975  | 1982  | 1990  | 1999  | 2004  | 2006  | 2009  |
| ----- | ----- | ----- | ----- | ----- | ----- | ----- | ----- | ----- |
| 1 512 | 1 378 | 1 396 | 1 640 | 1 892 | 2 047 | 2 287 | 2 388 | 2 508 |

| 2014  | 2019  | 2022  | - | - | - | - | - | - |
| ----- | ----- | ----- | - | - | - | - | - | - |
| 2 761 | 2 988 | 3 109 | - | - | - | - | - | - |

## Langue bretonne
- L'adhésion à la charte Ya d'ar brezhoneg a été votée par le Conseil municipal le 21 janvier 2021.[réf. nécessaire]

## Lieux et monuments

Vue sur le plan d'eau et le parc de Mané Bogad.

- Le parc de Mané-Bogad, son plan d’eau, ses jeux pour enfants et son parcours sportif.
- Le dolmen à galerie de Mané-Bogad, avec base de tumulus, classé Monument historique.

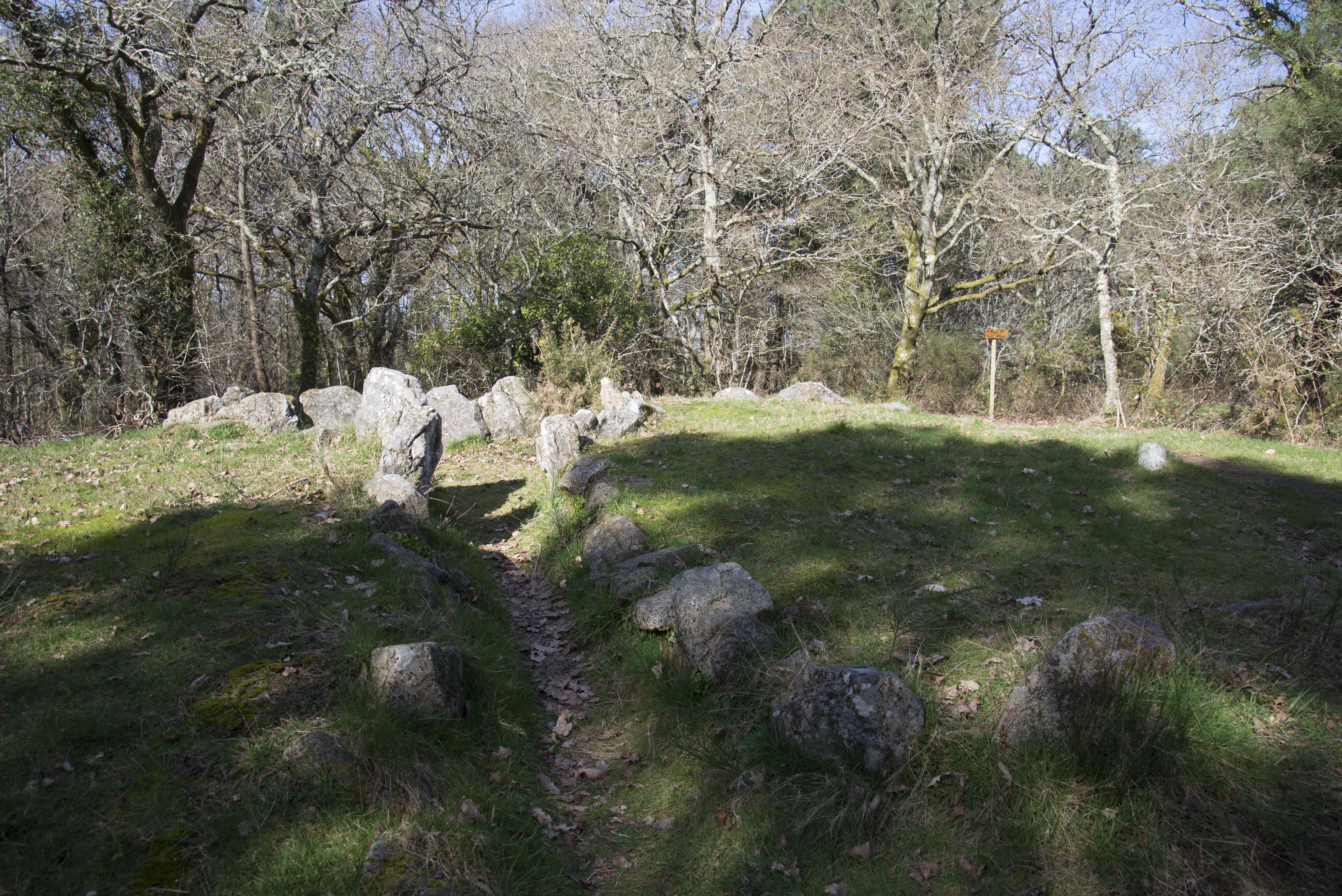
Le dolmen à couloir de Mané Bogad.
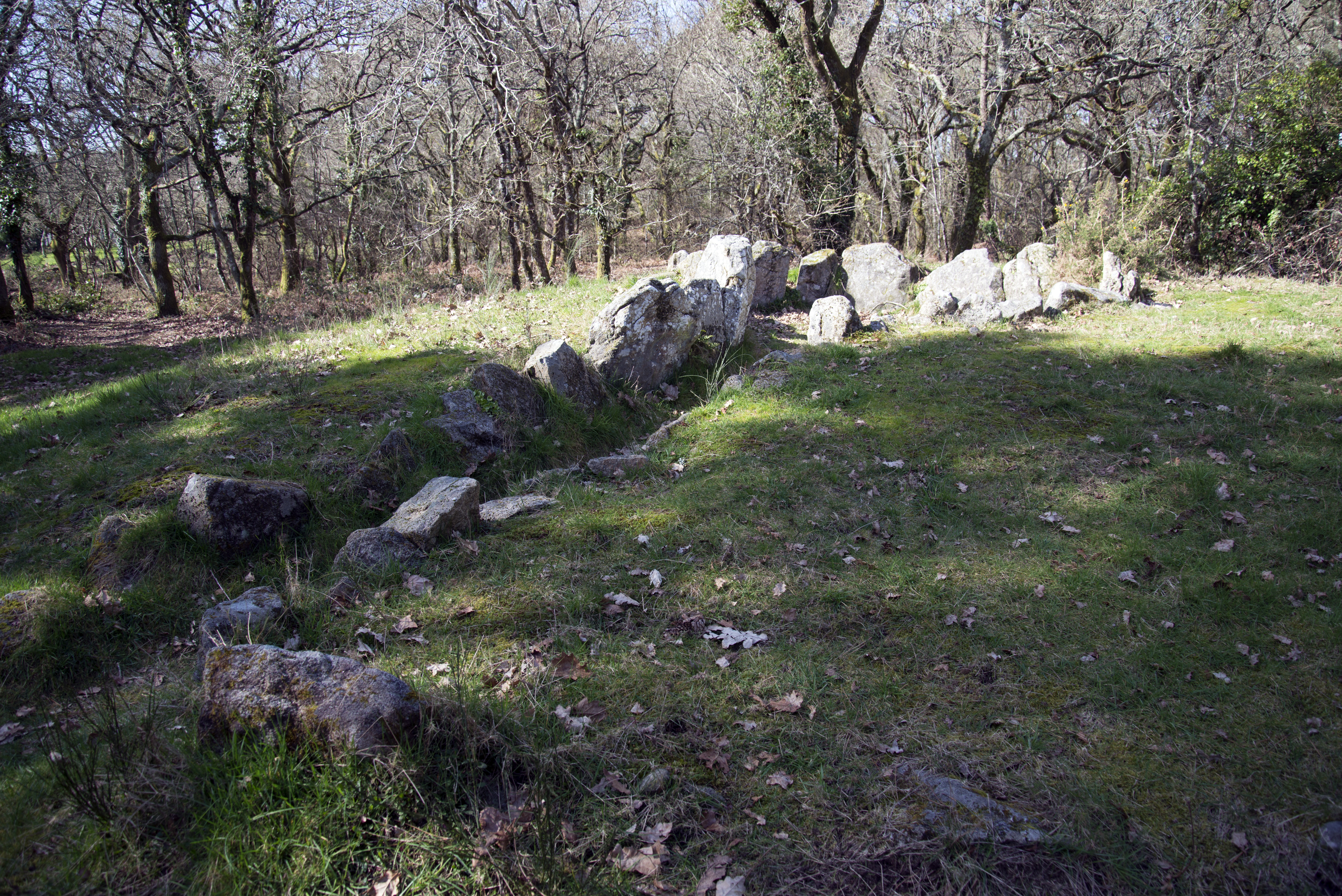
Autre vue sur le dolmen de Mané Bogad.

- L’église Saint-André du XIXe siècle.
- La chapelle de Locmaria du XVIe siècle, comportant la pierre tombale gravée de Pierre Broerec, du XIVe siècle.
- La chapelle Saint-Laurent[31].

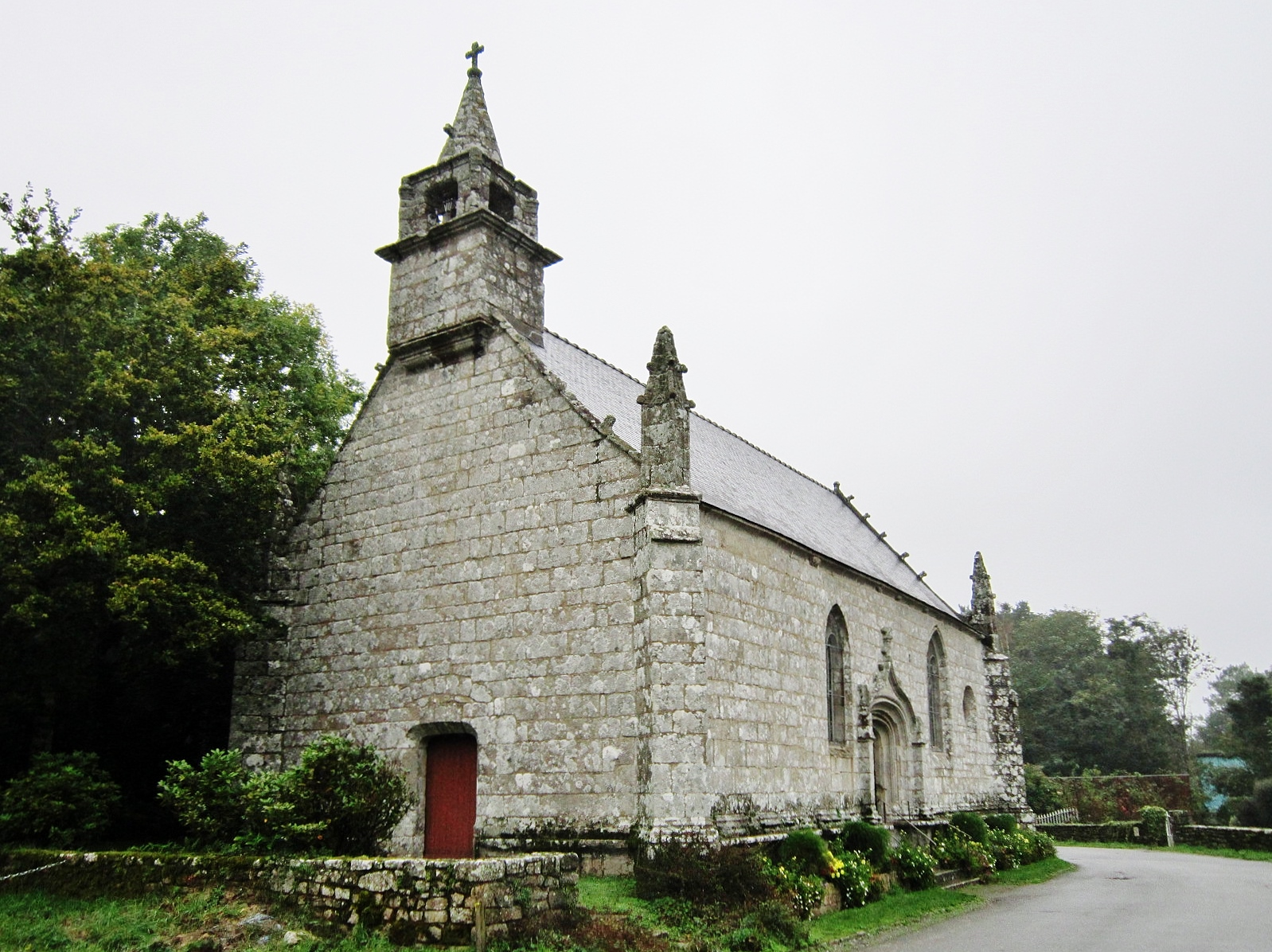
Chapelle Saint-Laurent : vue extérieure d'ensemble.
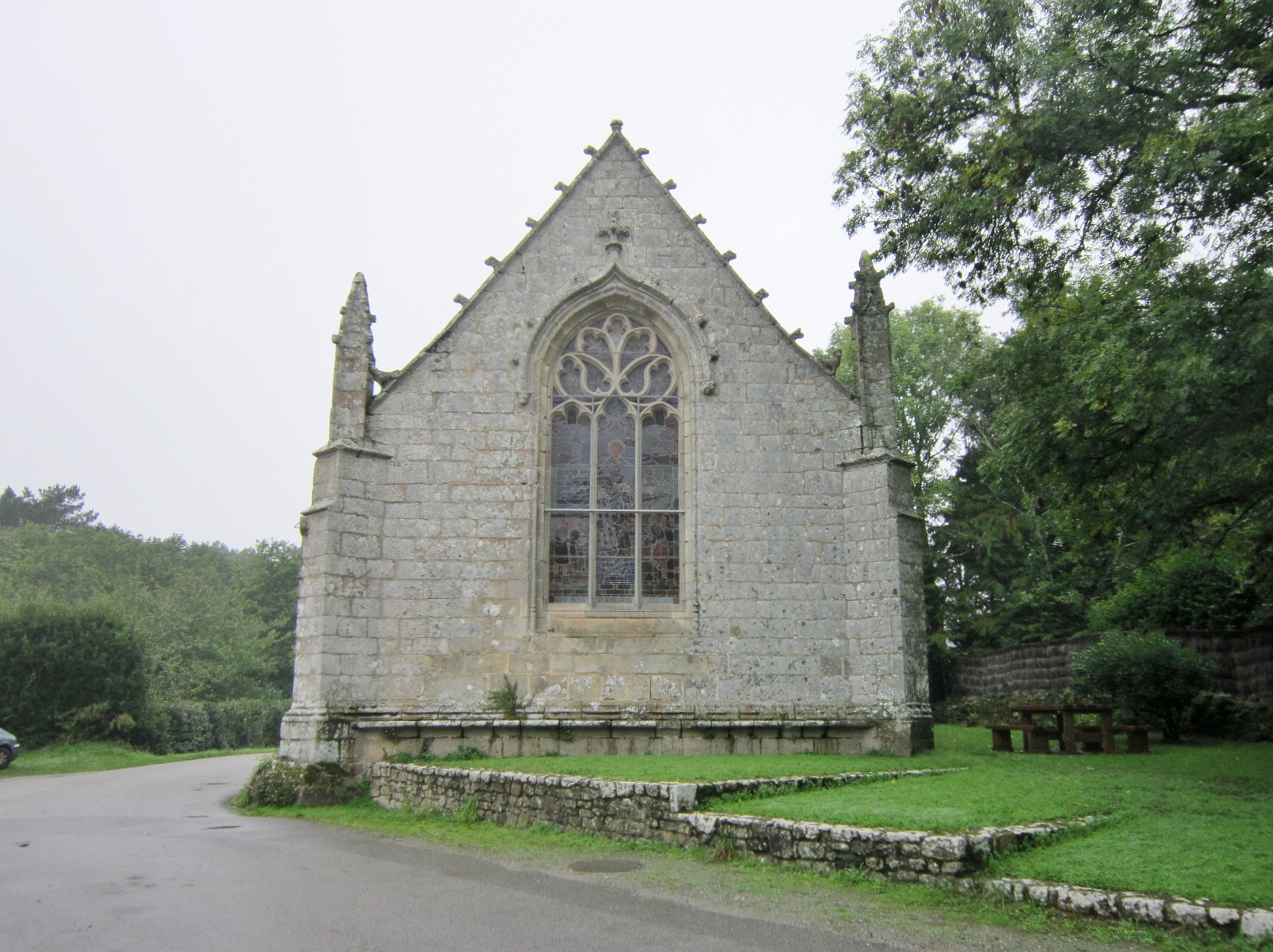
Chapelle Saint-Laurent : vue extérieure.

- La chapelle de Recouvrance du XVIe siècle, qui abrite des peintures murales représentant la passion du Christ.
- La chapelle Saint-Méen constituée de deux édifices accolés, les fonds pour la restauration sont récoltés lors de la fête champêtre du premier dimanche d'août chaque année, et son pardon le 3 août 2008.
- La grotte à la Vierge de Kerivin, érigée avec les monuments mégalithiques de la commune en 1922.
- Les randonnées : chapelles et fontaines (10 km) et circuit de Mané-Bogad (6 km).
- Le golf de Saint-Laurent.
- Les Olympiades de Ploemel réunissant chaque été depuis 2005 certains des meilleurs joueurs mondiaux de pétanque.
- Gare de Belz - Ploemel desservie[32] par le Tire-Bouchon en saison estivale.

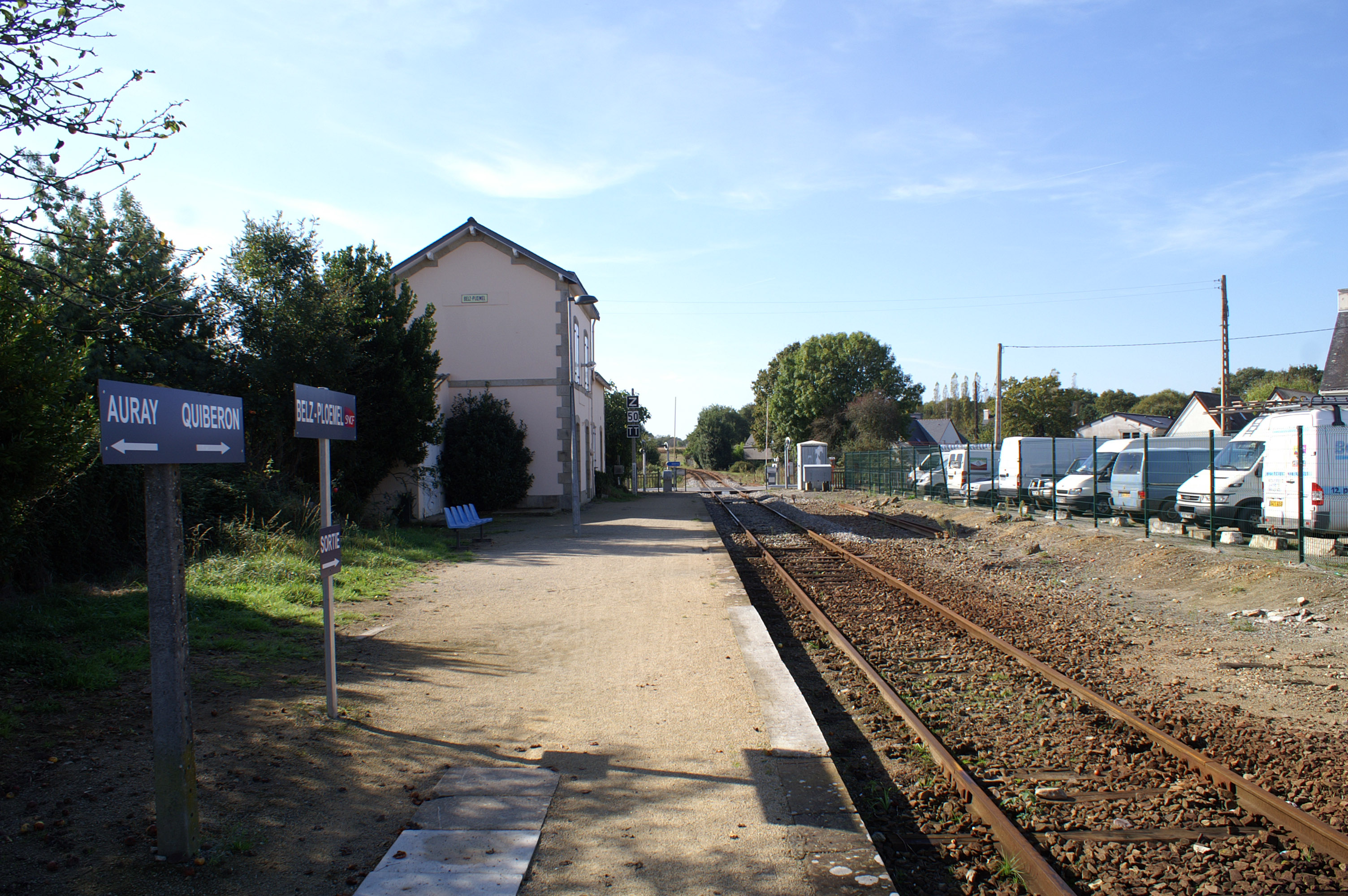
Gare de Belz - Ploemel : le quai et la voie en direction de Quiberon.

- Croix de Locmiquel.
- Croix de Kermarquer.
- Croix de Mane-Bley.

## Personnalités liées à la commune
- Joseph Le Pevedic, député ;
- Mgr Joseph Madec, évêque émérite de Fréjus-Toulon ;
- Jean Le Meut, chanteur de kan ha diskan.